# Doug Serrurier
Doug Serrurier, celým jménem Louis Douglas Serrurier (9. prosince 1920, Germiston – 3. června 2006) byl jihoafrický automobilový závodník, účastník formule 1.
Tento Jihoafričan se vzdálenými francouzskými předky, byl základem jihoafrické motoristické scény, působil jako pilot a také jako konstruktér. Doug začínal jako plochodrážní jezdec a to jak na domácí půdě tak v zahraničí. V roce 1956 si zamiloval vůz Triumpf TR2 a začal závodit na okruhu. Závody v automobilu mu učarovaly natolik, že začal se stavbou vlastního závodního speciálu LDS což jsou počáteční písmena jeho celého jména Louis Douglas Serrurier.
Výlet do Evropy se zvrhl v obchodní záležitost a tak Doug podepsal smlouvu s Alanem Brownem o dodávání vozů Cooper. Prvním vozem, který byl upraven v jihoafrické továrně byl Cooper T51, další vozy následovaly, včetně úspěšného vozu T53. Posledně jmenovaný vůz posloužil k základům speciálu LDS Mk2 poháněný motorem Alfa Romeo. Pozdější modely byly založeny na designu vozů Brabham. Vozy LDS řídil převážně sám Doug nebo Sam Tingle.
V roce 1966 již vozy LDS nemohly konkurovat továrním týmům a tak se Doug rozhodl věnovat pouze závodní činnosti a to v sérii vytrvalostních vozů. S vozem Lola T 70 dojel na druhém místě v závodě 3 h Cape Town a to ho inspirovalo ke koupi vozu Lola. S vozem se pak účastnil řady závodů a v roce 1967 zvítězil v závodě 3 h Roy Hesketh.
V roce 1969 zanechal aktivní činnosti a věnuje se pouze přestavbě závodních vozů ve své továrničce nedaleko Johannesburgu.

## Vítězství
- 1967 - 3 h Roy Hesketh Lola T70

## Formule 1
| Rok  | 1   | 2   | 3   | 4   | 5  | 6   | 7   | 8   | 9   | 10  | Pořadí | Body |
| ---- | --- | --- | --- | --- | -- | --- | --- | --- | --- | --- | ------ | ---- |
| 1962 | NL  | MON | BEL | FRA | GB | NĚM | ITA | USA | JAR | *   | *      | *    |
| 1963 | MON | BEL | NL  | FRA | GB | NĚM | ITA | USA | MEX | JAR | *      | *    |
| 1965 | JAR | MON | BEL | FRA | GB | NL  | NĚM | ITA | USA | MEX | *      | *    |

Vozy:
- 1962 - LDS Mk1
- 1963 - LDS Mk1
- 1965 - LDS Mk2